# Pfieffe (Spangenberg)
Pfieffe ist ein Stadtteil von Spangenberg im nordhessischen Schwalm-Eder-Kreis.

## Geographie
Pfieffe liegt am nordwestlichen Rand des Stölzinger Gebirges bzw. westlich von dessen Teilbereich Stölzinger Höhe. Es befindet sich rund fünf Kilometer (Luftlinie) östlich der Kernstadt von Spangenberg und wird von einem Abschnitt der Pfieffe durchflossen.

## Geschichte

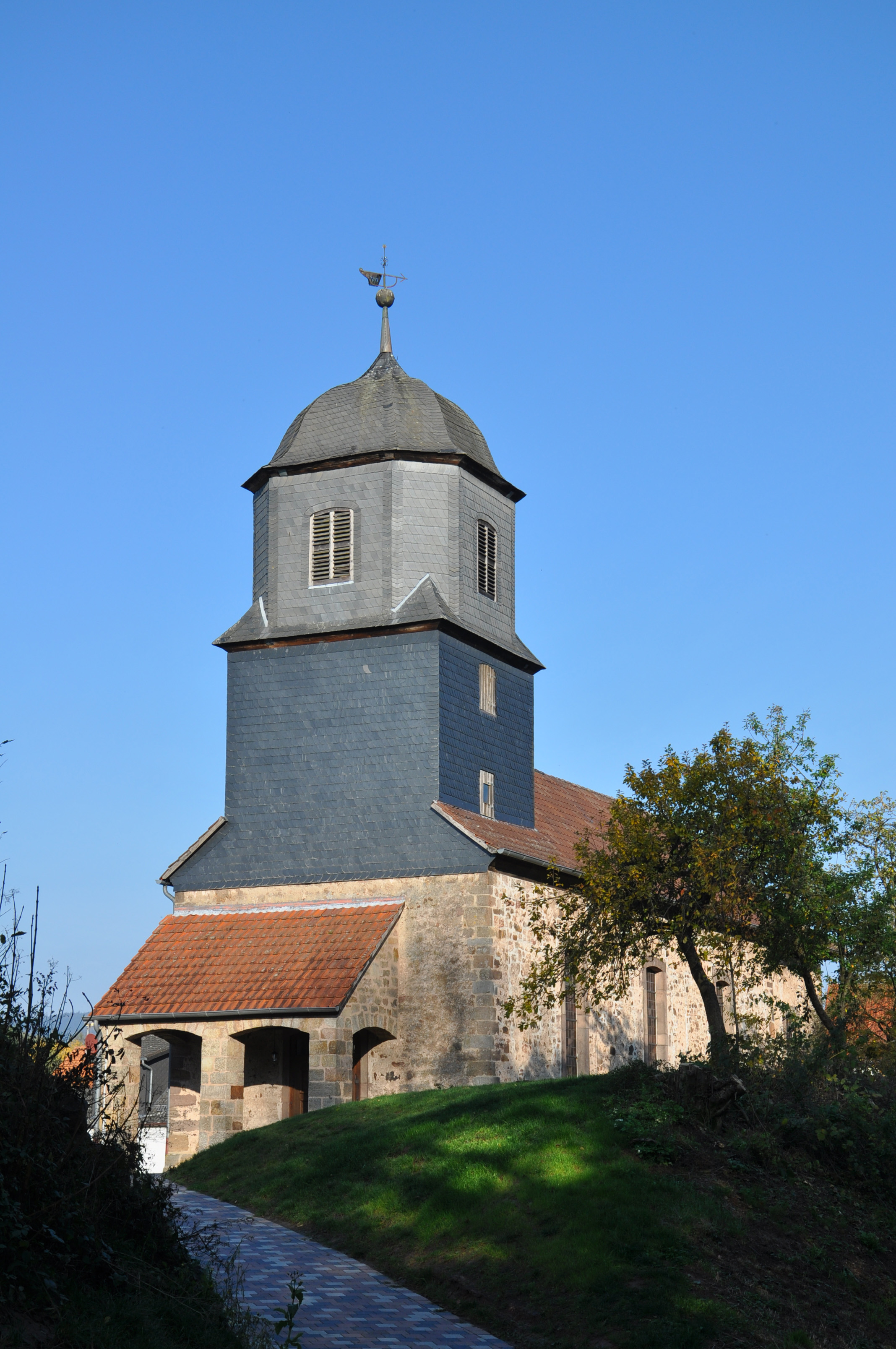
Ev. Kirche in Pfieffe

Die älteste bekannte Erwähnung von Pfieffe erfolgte in der Zeit von 927 bis 956 unter dem Namen „Phiffede“ Codex Eberhardi. Die einst südöstlich des Dorfs gelegene mittelalterliche Burg Pfieffe ist verschwunden.
Zum 31. Dezember 1971 wurde die bis dahin selbständige Gemeinde Pfieffe im Zuge der Gebietsreform in Hessen auf freiwilliger Basis in die der Stadt Spangenberg eingemeindet. Für Pfieffe wurde ein Ortsbezirk mit Ortsbeirat und Ortsvorsteher nach der Hessischen Gemeindeordnung gebildet.

## Bevölkerung
Einwohnerstruktur 2011
Nach den Erhebungen des Zensus 2011 lebten am Stichtag, dem 9. Mai 2011, in Pfieffe 522 Einwohner. Darunter waren 6 (1,1 %) Ausländer.
Nach dem Lebensalter waren 90 Einwohner unter 18 Jahren, 204 zwischen 18 und 49, 126 zwischen 50 und 64 und 105 Einwohner waren älter. Die Einwohner lebten in 210 Haushalten. Davon waren 42 Singlehaushalte, 63 Paare ohne Kinder und 81 Paare mit Kindern, sowie 21 Alleinerziehende und 3 Wohngemeinschaften. In 39 Haushalten lebten ausschließlich Senioren und in 135 Haushaltungen lebten keine Senioren.
Einwohnerentwicklung
- 1585: 68 Haushaltungen[2]
- 1747: 69 Haushaltungen[2]

| Pfieffe: Einwohnerzahlen von 1834 bis 2019 | Pfieffe: Einwohnerzahlen von 1834 bis 2019 | Pfieffe: Einwohnerzahlen von 1834 bis 2019 | Pfieffe: Einwohnerzahlen von 1834 bis 2019 | Pfieffe: Einwohnerzahlen von 1834 bis 2019 |
| --- | ------------------------------------------ | ------------------------------------------ | ------------------------------------------ | ------------------------------------------ |
| Jahr |                                            |                                            |                                            | Einwohner                                  |
| 1834 | 1834                                       |                                            | 547                                        | 547                                        |
| 1840 | 1840                                       |                                            | 571                                        | 571                                        |
| 1846 | 1846                                       |                                            | 528                                        | 528                                        |
| 1852 | 1852                                       |                                            | 551                                        | 551                                        |
| 1858 | 1858                                       |                                            | 506                                        | 506                                        |
| 1864 | 1864                                       |                                            | 520                                        | 520                                        |
| 1871 | 1871                                       |                                            | 486                                        | 486                                        |
| 1875 | 1875                                       |                                            | 511                                        | 511                                        |
| 1885 | 1885                                       |                                            | 412                                        | 412                                        |
| 1895 | 1895                                       |                                            | 407                                        | 407                                        |
| 1905 | 1905                                       |                                            | 459                                        | 459                                        |
| 1910 | 1910                                       |                                            | 448                                        | 448                                        |
| 1925 | 1925                                       |                                            | 398                                        | 398                                        |
| 1939 | 1939                                       |                                            | 424                                        | 424                                        |
| 1946 | 1946                                       |                                            | 674                                        | 674                                        |
| 1950 | 1950                                       |                                            | 610                                        | 610                                        |
| 1956 | 1956                                       |                                            | 532                                        | 532                                        |
| 1961 | 1961                                       |                                            | 520                                        | 520                                        |
| 1967 | 1967                                       |                                            | 517                                        | 517                                        |
| 1980 | 1980                                       |                                            | ?                                          | ?                                          |
| 1990 | 1990                                       |                                            | ?                                          | ?                                          |
| 2000 | 2000                                       |                                            | ?                                          | ?                                          |
| 2011 | 2011                                       |                                            | 522                                        | 522                                        |
| 2019 | 2019                                       |                                            | 462                                        | 462                                        |
| Datenquelle: Historisches Gemeindeverzeichnis für Hessen: Die Bevölkerung der Gemeinden 1834 bis 1967. Wiesbaden: Hessisches Statistisches Landesamt, 1968. Weitere Quellen: LAGIS; Stadt Spangenberg:; Zensus 2011 |                                            |                                            |                                            |                                            |

Historische Religionszugehörigkeit
| • 1885: | 412 evangelische (= 100 %) Einwohner                              |
| • 1961: | 485 evangelische (= 93,27 %), 37 katholische (= 5,19 %) Einwohner |

## Politik
Für Pfieffe besteht ein Ortsbezirk (Gebiete der ehemaligen Gemeinde Pfieffe) mit Ortsbeirat und Ortsvorsteher nach der Hessischen Gemeindeordnung.
Der Ortsbeirat besteht aus sieben Mitgliedern. Bei den Kommunalwahlen in Hessen 2021 betrug die Wahlbeteiligung zum Ortsbeirat 56,68 %. Alle Kandidaten gehörten der „Gemeinschaftsliste Pfieffe“ an. Der Ortsbeirat wählte Volker Jakob zum Ortsvorsteher.

## Kultur
In Pfieffe befindet sich der Sportverein TSV Jahn 08 Pfieffe e. V., dessen erste Mannschaft zurzeit in der Kreisliga B Schwalm-Eder spielt. Der TSV besitzt eine in Eigenleistung errichtete Sporthalle und war der erste Verein im damaligen Landkreis Melsungen, der eine Flutlichtanlage sein Eigen nennen konnte. Diese wurde noch vor der Anlage des damaligen Landesligisten Melsunger FV 08 errichtet.
Pfieffe wurde am 16. April 2009 in der Hessenschau als Dolles Dorf ausgelost.
In der Umgebung werden die Pfieffer oft „Latschen“ genannt; der Grund ist jedoch unklar. Es ist allerdings wohl so, dass sich die Pfieffer früher nie einordnen ließen und manche Entscheidungen einfach umgingen (umlatschten).

## Infrastruktur
Pfieffe verfügt über einen Friseur, eine Metallbaufirma, über ein Dorfgemeinschaftshaus sowie ein Schützenhaus. Bis zum 31. Dezember 2013 wurde im Dorf eine Nebenstelle der VR-Bank Spangenberg-Morschen betrieben.